# Milionario
Milionario è un singolo del rapper italiano Guè, pubblicato il 7 luglio 2017 come secondo estratto dal quarto album in studio Gentleman.

## Video musicale
Il video, diretto da Fabrizio Conte e Freddy Loons, è stato reso disponibile in concomitanza con il lancio del singolo attraverso il canale YouTube del rapper.

## Formazione
- Guè – voce
- Sixpm – produzione

## Classifiche
| Classifica (2017) | Posizione massima |
| ----------------- | ----------------- |
| Italia            | 9                 |